# Provost Ross’s House
Provost Rossʼs House ist ein Stadthaus in Aberdeen, es wurde 1593 vom Maurermeister Andrew Jamieson errichtet und ist eines der ältesten erhaltenen Häuser von Aberdeen. Seit 1967 ist es bei Historic Environment Scotland in der höchsten Kategorie A der Denkmalschutzliste aufgeführt.

## Geschichte
Provost Rossʼs House wurde 1593 erbaut und ist damit eines der ältesten erhaltenen Häuser von Aberdeen. Es wurde 1702 vom Kaufmann John Ross (1665–1714) gekauft, der dort bis 1712 lebte. Im 20. Jahrhundert war es in einem desaströsen Zustand, als es vom National Trust for Scotland übernommen wurde. Es wurde unter der Leitung des Architekten Alexander Mackenzie (1879–1963) mithilfe von Sponsoren und der Stadt Aberdeen restauriert und 1954 der Öffentlichkeit zugänglich gemacht. Gegenwärtig (2022) beherbergt es Teile des Aberdeen Maritime Museum.

## Beschreibung
Erbaut 1593 erhielt es später im Westen Anbauten. Es ist das zweitälteste erhaltene Gebäude von Aberdeen und Teil eines Doppelhauses (48 and 50 Shiprow) mit einem guten Blick über den Hafen. Der Haupteingang ist mit einer rollenförmigen Einfassung versehen, über der Tür ist ein Wappenschild. Die Frontfassade besteht aus Steinquadern mit abgeschrägten Ecksteinen und hervorstehenden Giebeltürmen. Fenster sind zumeist mehrfach verglaste Schiebe- und Kastenfenster. Bei der Restaurierung 1954 wurde versucht, die ursprüngliche Inneneinrichtung zu erhalten. In vier Räumen gibt es noch die ursprünglichen Kamine, die Holzbalkendecken sind im Erdgeschoss noch sichtbar.